# Alessandro Ciceri
Pour les articles homonymes, voir Ciceri.
Alessandro Ciceri, né le 10 février 1932 à Erba et mort le 5 septembre 1990 à Monza, est un tireur sportif italien.

## Palmarès

### Jeux olympiques
- 1956 à Melbourne
  -  Médaille de bronze en fosse olympique [3]